# Samuel B. Moore
Samuel B. Moore (* 1789 im Franklin County, Tennessee; † 7. November 1846 in Carrollton, Pickens County, Alabama) war ein US-amerikanischer Politiker (Demokratische Partei) und der 6. Gouverneur von Alabama.

## Frühe Jahre und politischer Aufstieg
Moore kam im Franklin County, Tennessee, zur Welt. Einige Jahre später zog seine Familie ins Jackson County, Alabama. Moore, der eine eingeschränkte Ausbildung hatte, wurde Eigentümer einer Plantage in Alabama. Er entschloss sich Anfang der 1820er eine politische Laufbahn einzuschlagen. Er wurde 1823 in das Repräsentantenhaus von Alabama gewählt. Ferner war er zwischen 1828 und 1831 Mitglied des Senats von Alabama, wobei er sogar zuletzt dessen Vorsitzender war.

## Gouverneur von Alabama
Als sein älterer Bruder Gabriel Moore von seinem Amt als Gouverneur von Alabama zurücktrat, um sein Mandat im US-Senat anzutreten, übernahm er dessen Amtsgeschäfte. Moore sprang für die restliche Amtszeit vom 3. März 1831 bis zum 26. November 1831 ein. Während seiner kurzen Amtszeit als Gouverneur war Moore hauptsächlich mit der praktischen Ausführung der Politik seines Bruders beschäftigt. Dies schloss die Gründung der ersten staatlichen Eisenbahn und die Eröffnung der University of Alabama mit ein. Ferner war er ein eifriger Unterstützer der Staatsbank von Alabama und ein Gegner der Nichtigerklärung. Moore stellte sich 1831 zu Wiederwahl auf, wurde aber von John Gayle vernichtend geschlagen.

## Weiterer Lebenslauf
Nach dem Ende seiner Amtszeit am 26. November 1831 kehrte er nach Pickens County zurück. Dort kandidierte er wieder für den Senat von Alabama und wurde erneut gewählt. Er war von 1834 bis 1838 dort tätig und war Vorsitzender des Senats. Ferner war er bis 1841 Bezirksrichter von Pickens County. Er verstarb am 7. November 1846 und wurde auf dem Friedhof von Carrollton beigesetzt.